# 南櫻井站 (愛知縣)
南櫻井站（日语：／ Minami-Sakurai eki */?）是一個位於日本愛知縣安城市小川町水遣，屬於名古屋鐵道西尾線的鐵路車站。車站編號為GN06。

## 車站結構
對向式月台2面2線的地面車站。

### 月台配置
| 月台 | 路線   | 方向 | 目的地                 |
| ---- | ------ | ---- | ---------------------- |
| 1    | 西尾線 | 上行 | 新安城、名鐵名古屋方向 |
| 2    | 西尾線 | 下行 | 西尾、吉良吉田方向     |

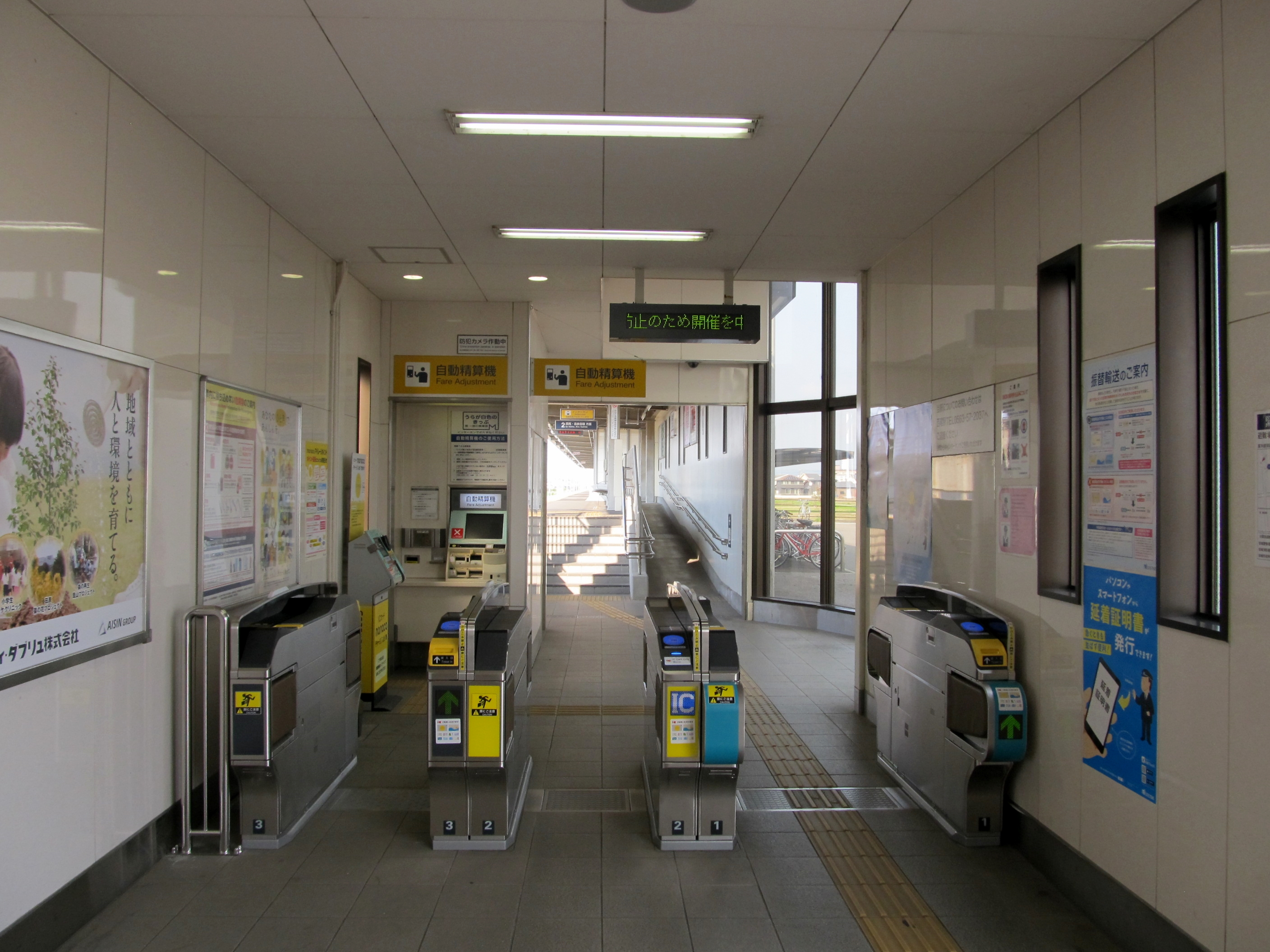
閘口
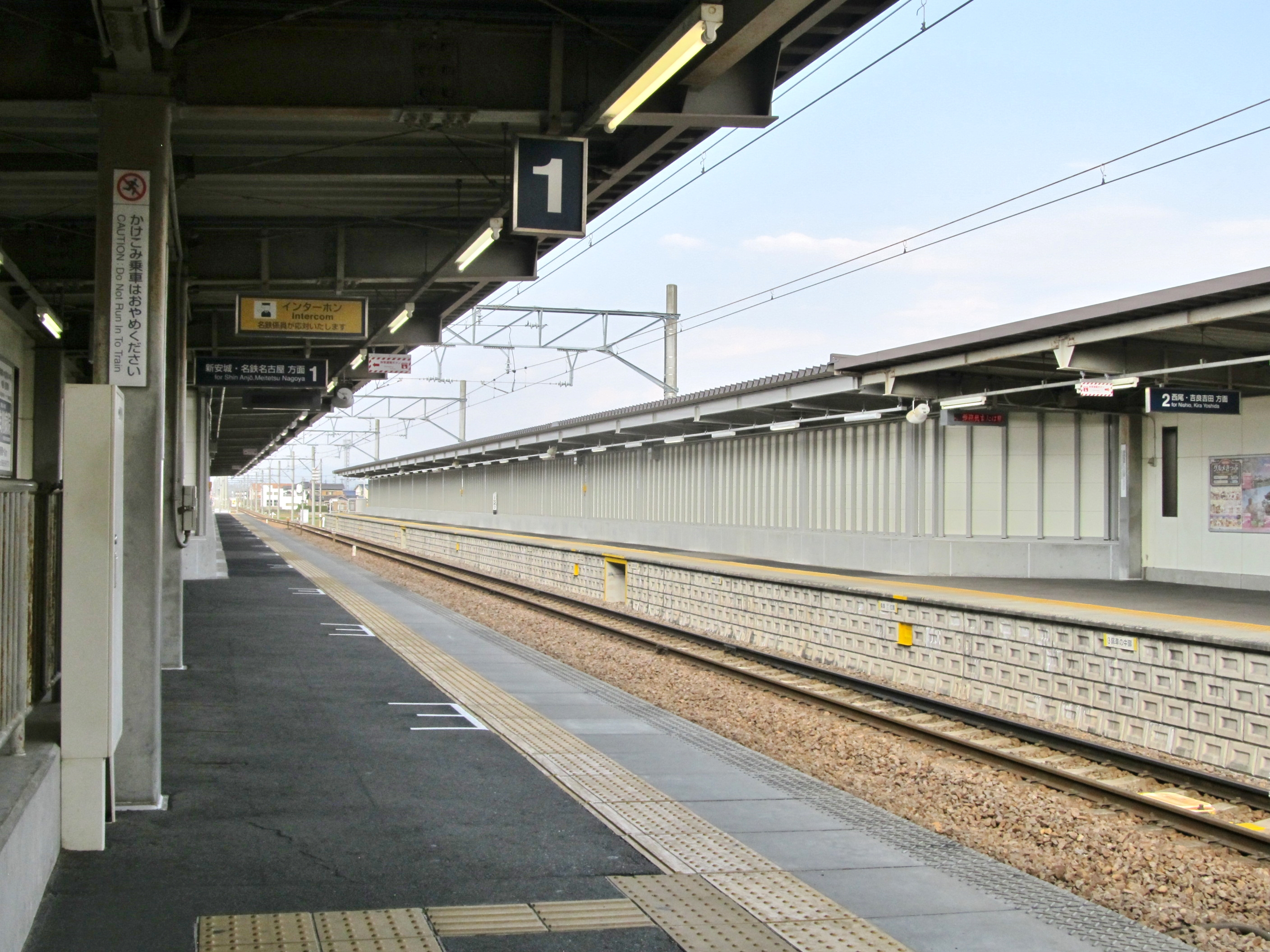
月台
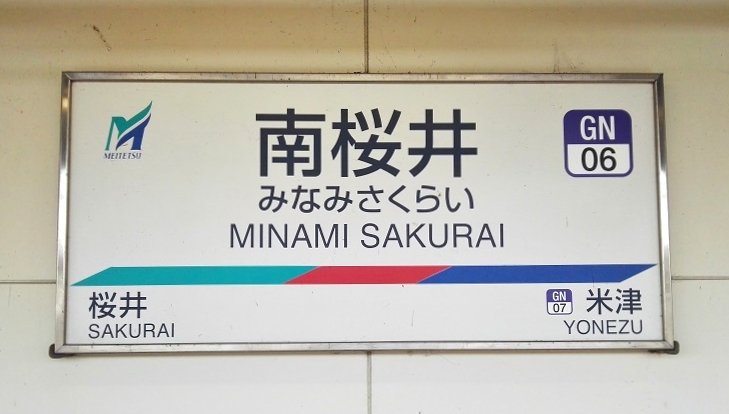
站台牌

### 配線圖
| ← 新安城、 名古屋方向 | 櫻井站 - 南櫻井站 構內配線略圖 | → 西尾、 吉良吉田方向 |
| 图例 参考文献：       |                                |                       |

## 使用情況
| 年度   | 1日平均 上下車人次 |
| ------ | ------------------ |
| 2009年 | 1,742              |
| 2010年 | 1,926              |
| 2011年 | 2,298              |
| 2012年 | 2,654              |
| 2013年 | 2,919              |
| 2014年 | 3,332              |
| 2015年 | 4,250              |
| 2016年 | 4,950              |
| 2017年 | 5,635              |
| 2018年 | 6,536              |

## 相鄰車站
名古屋鐵道
 西尾線
■特急
通過
■急行、■普通
櫻井（GN05）－南櫻井（GN06）－米津（GN07）

## 外部連結
- 南櫻井 - 名古屋鐵道